# Różowa wstążka

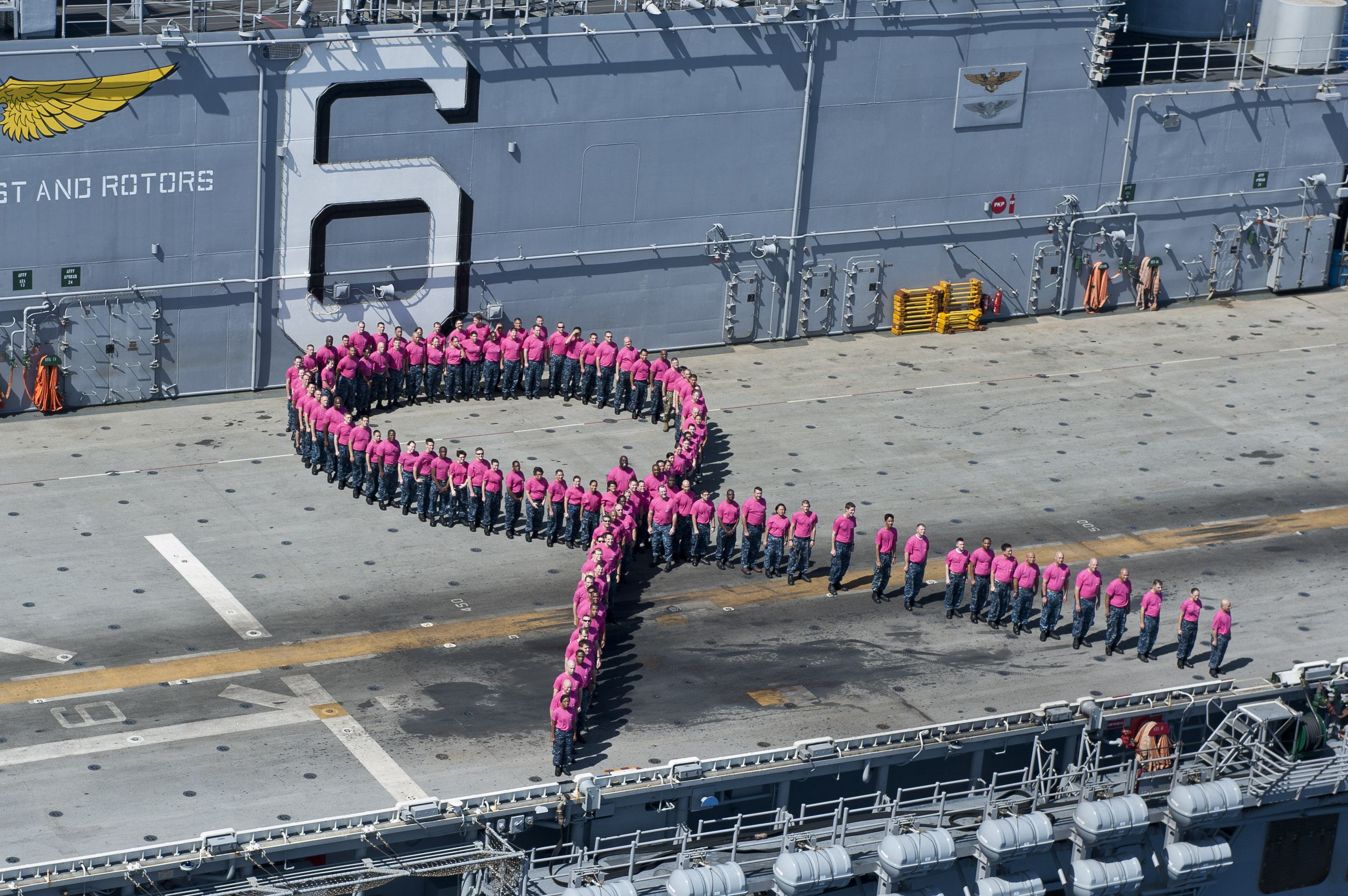
Żołnierze United States Navy ustawieni w kształt wstążki na Morzu Południowochińskim z okazji Miesiąca Świadomości Raka Piersi, fot. 2012 r.

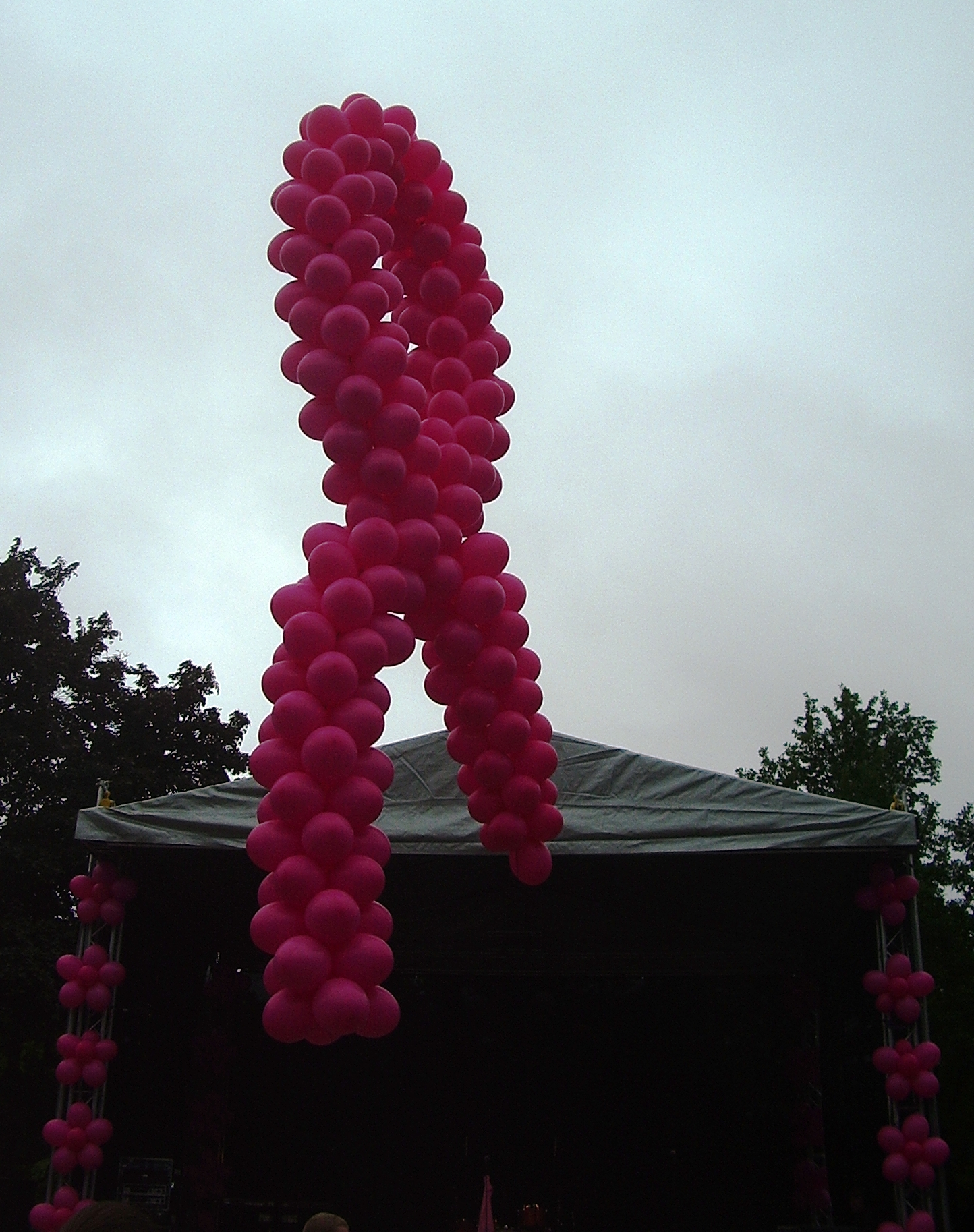
Związane balony imitujące różową wstążkę, Tallinn, fot. 2009 r.

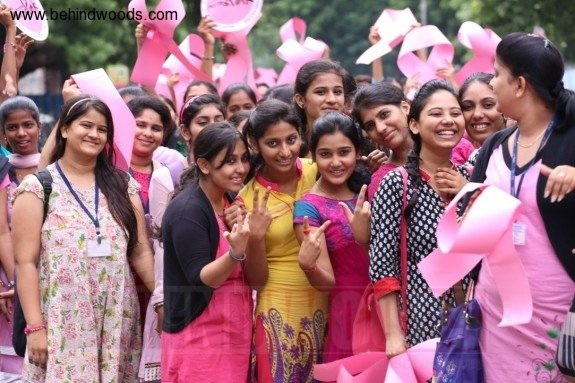
Marsz w Indiach, fot. 2014 r.

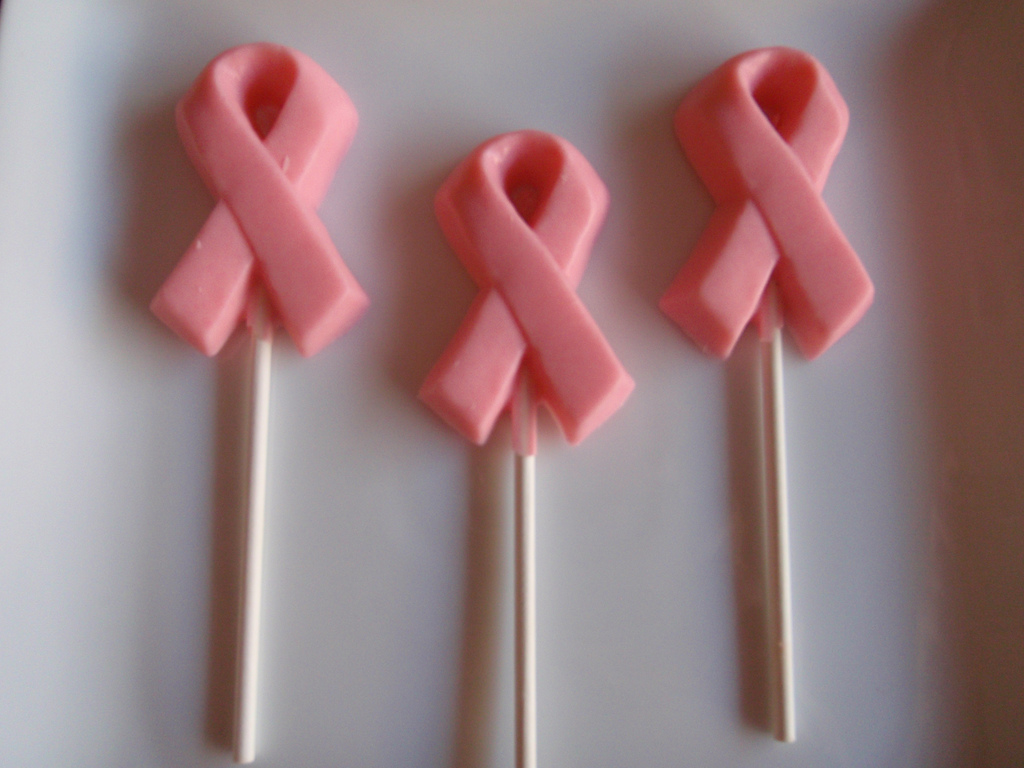
Słodycze imitujące różowe wstążki, wyprodukowane na Miesiąc Świadomości Raka Piersi, fot. 2008 r.

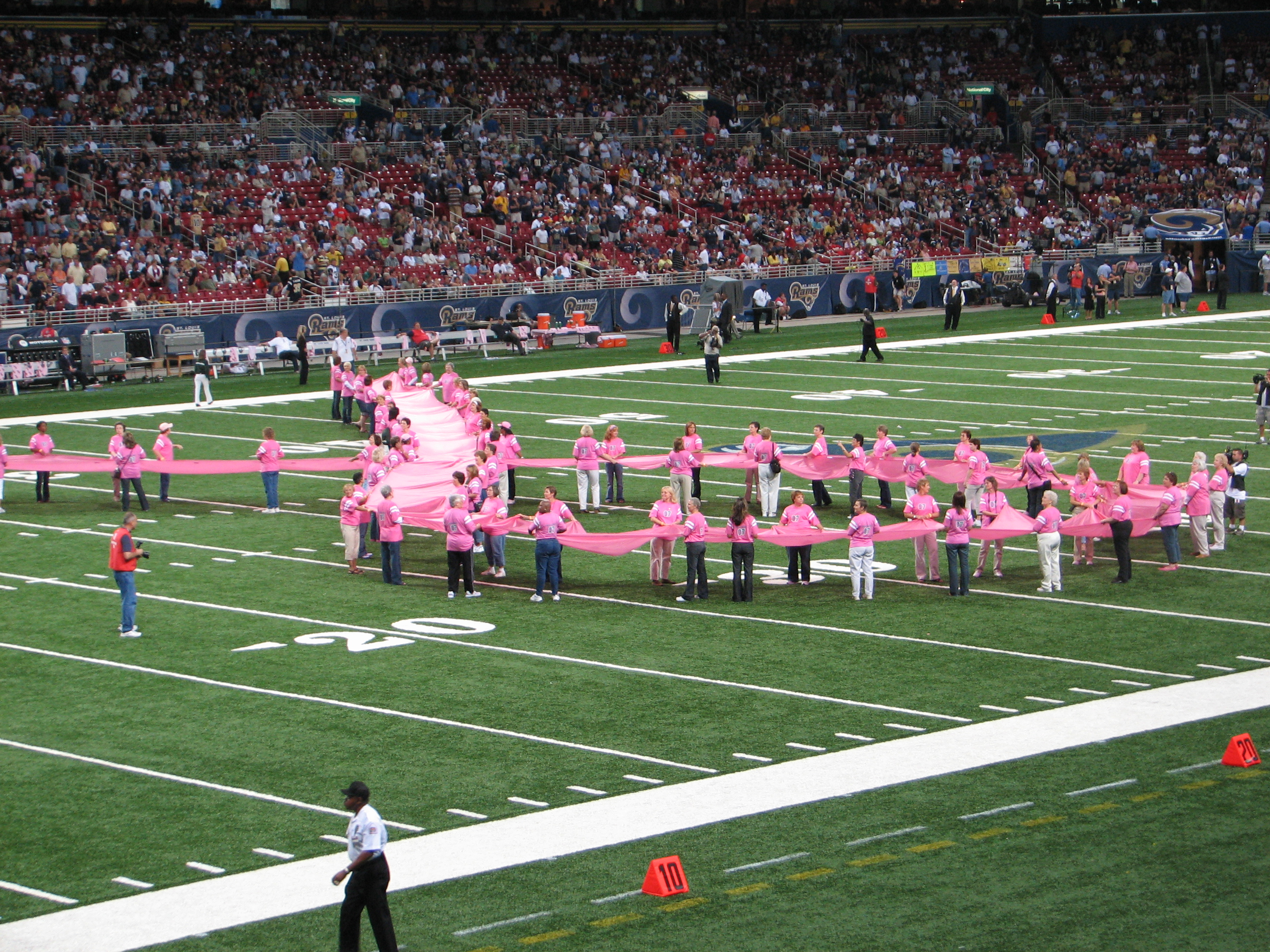
Różowa wstążka uformowana na boisku, fot. 2007 r.

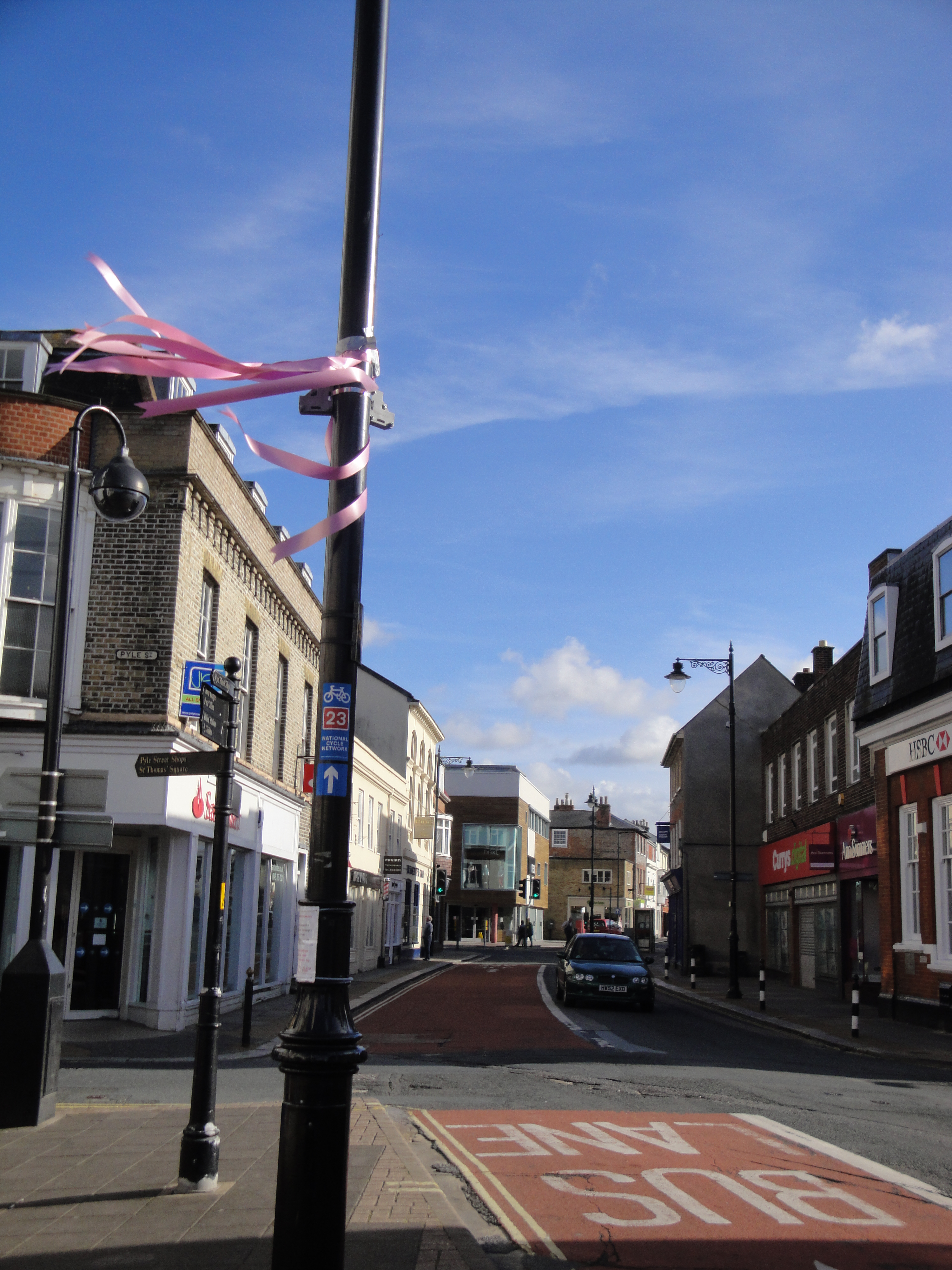
Wstążki powieszone z okazji kampanii Isle of Pink na Isle of Wight, fot. 2011 r.

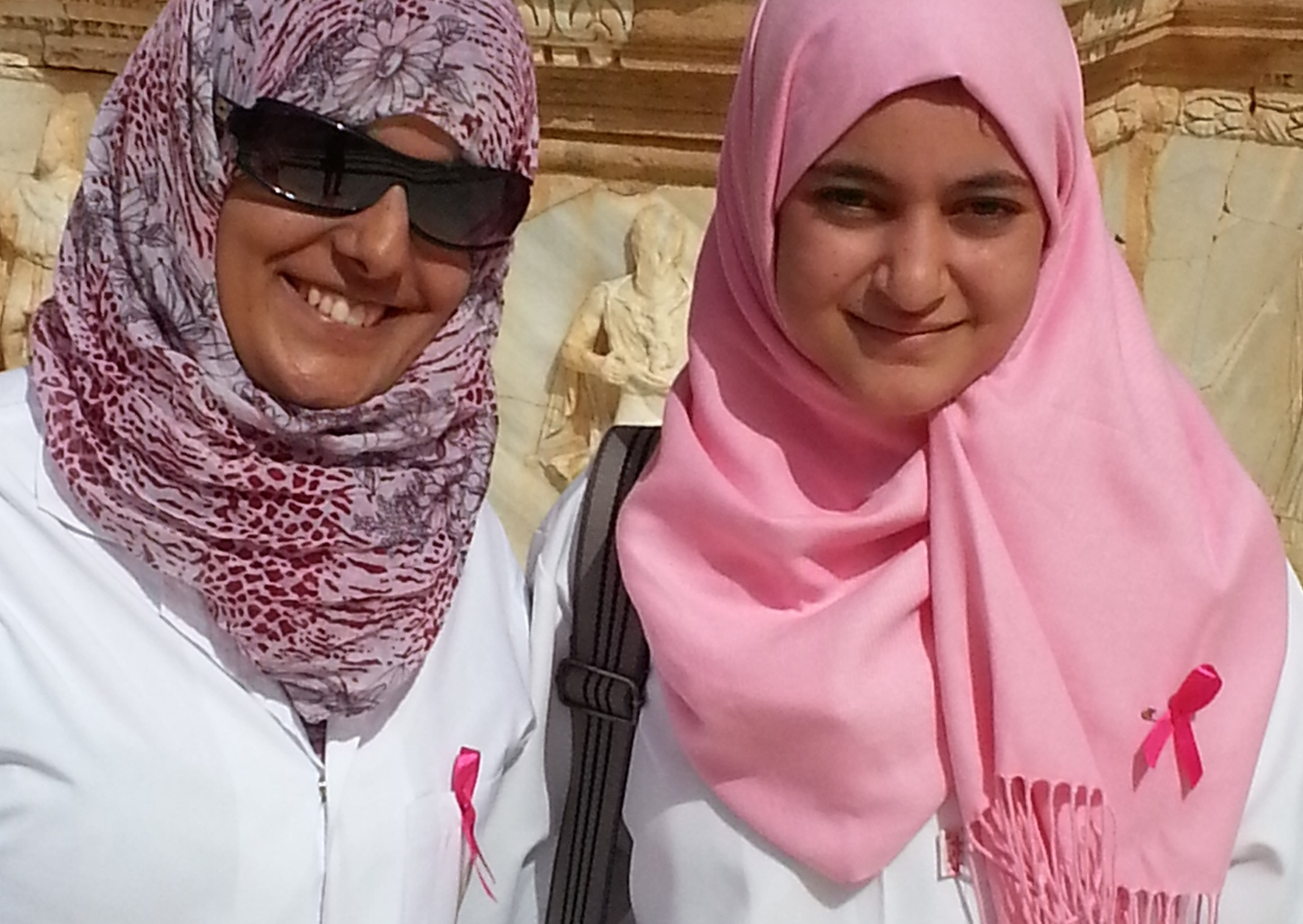
Kobiety z przypiętymi różowymi wstążkami, Libia, fot. 2012 r.

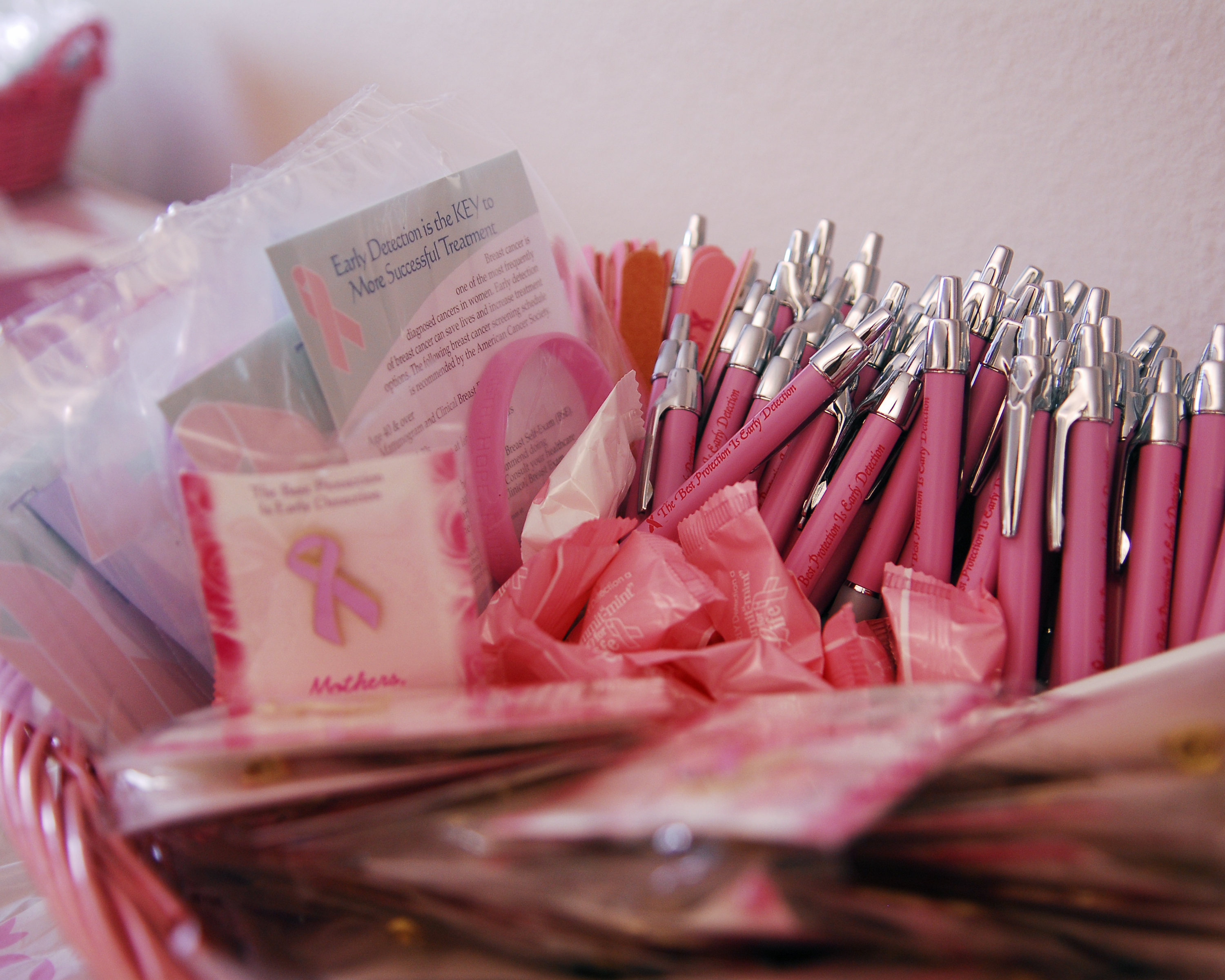
Gadżety z motywem różowej wstążki, fot. 2007 r.

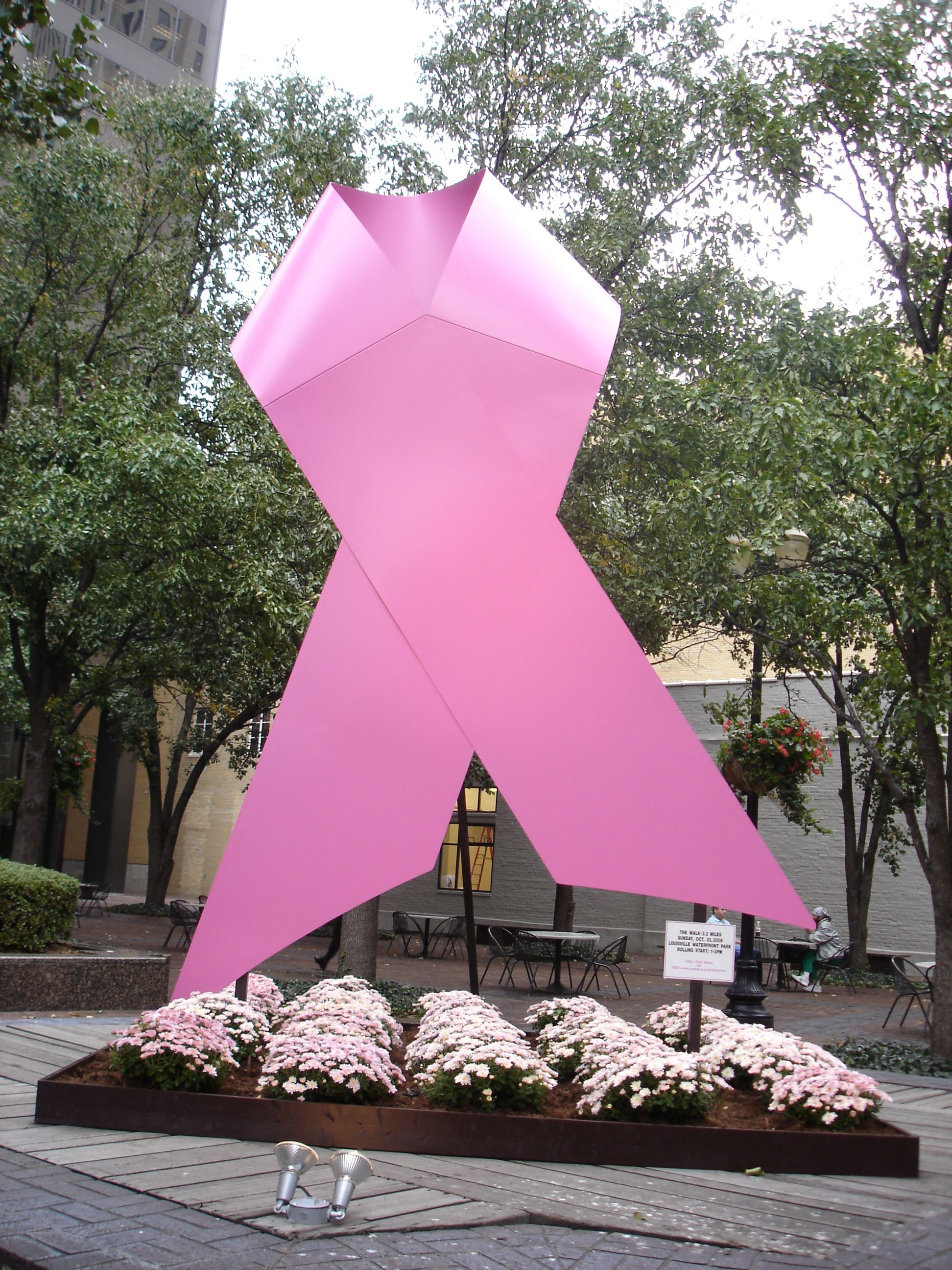
Wielka różowa wstążka na skwerze w USA, fot. 2006 r.

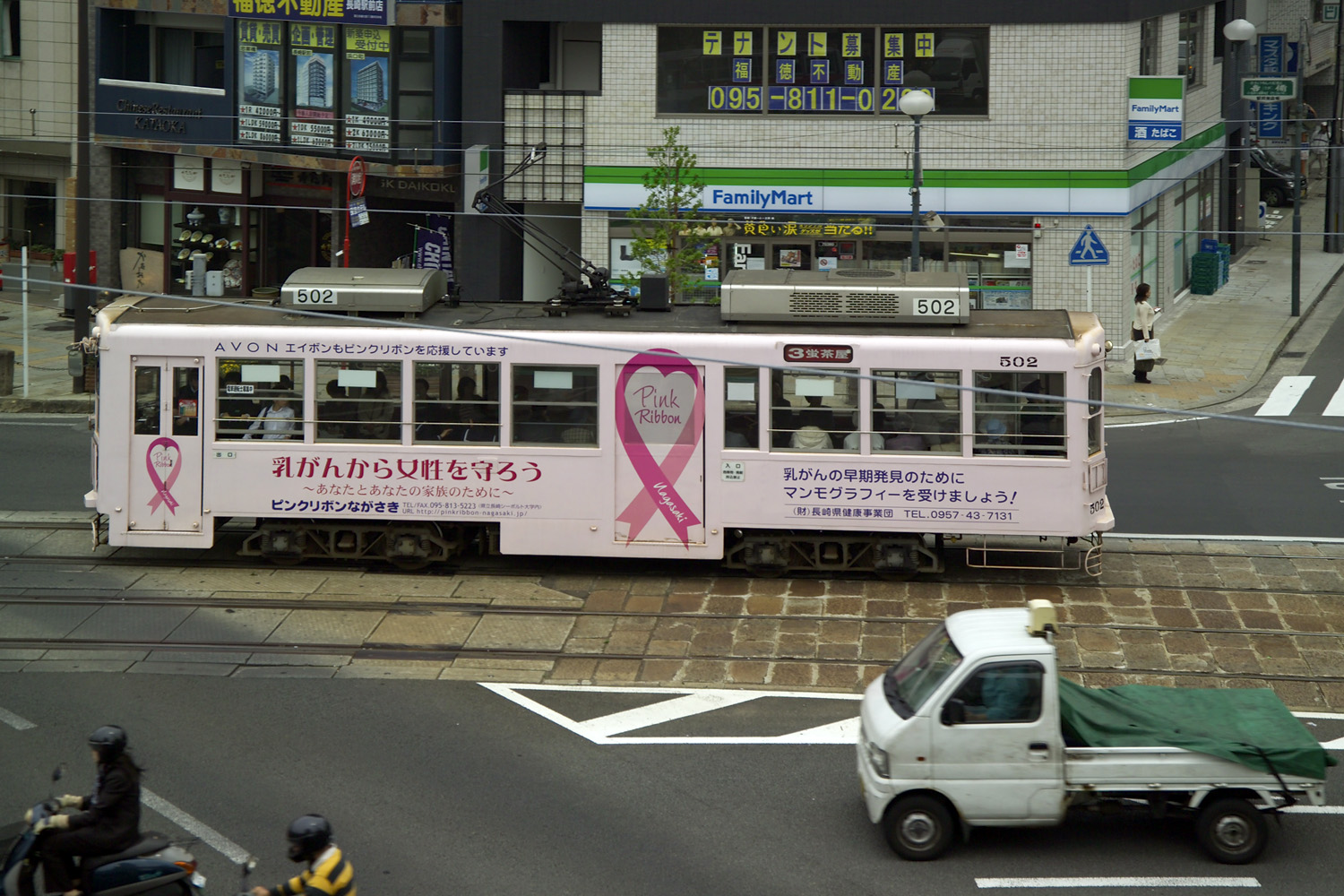
Tramwaj z różową wstążką w Japonii, fot. 2007 r.

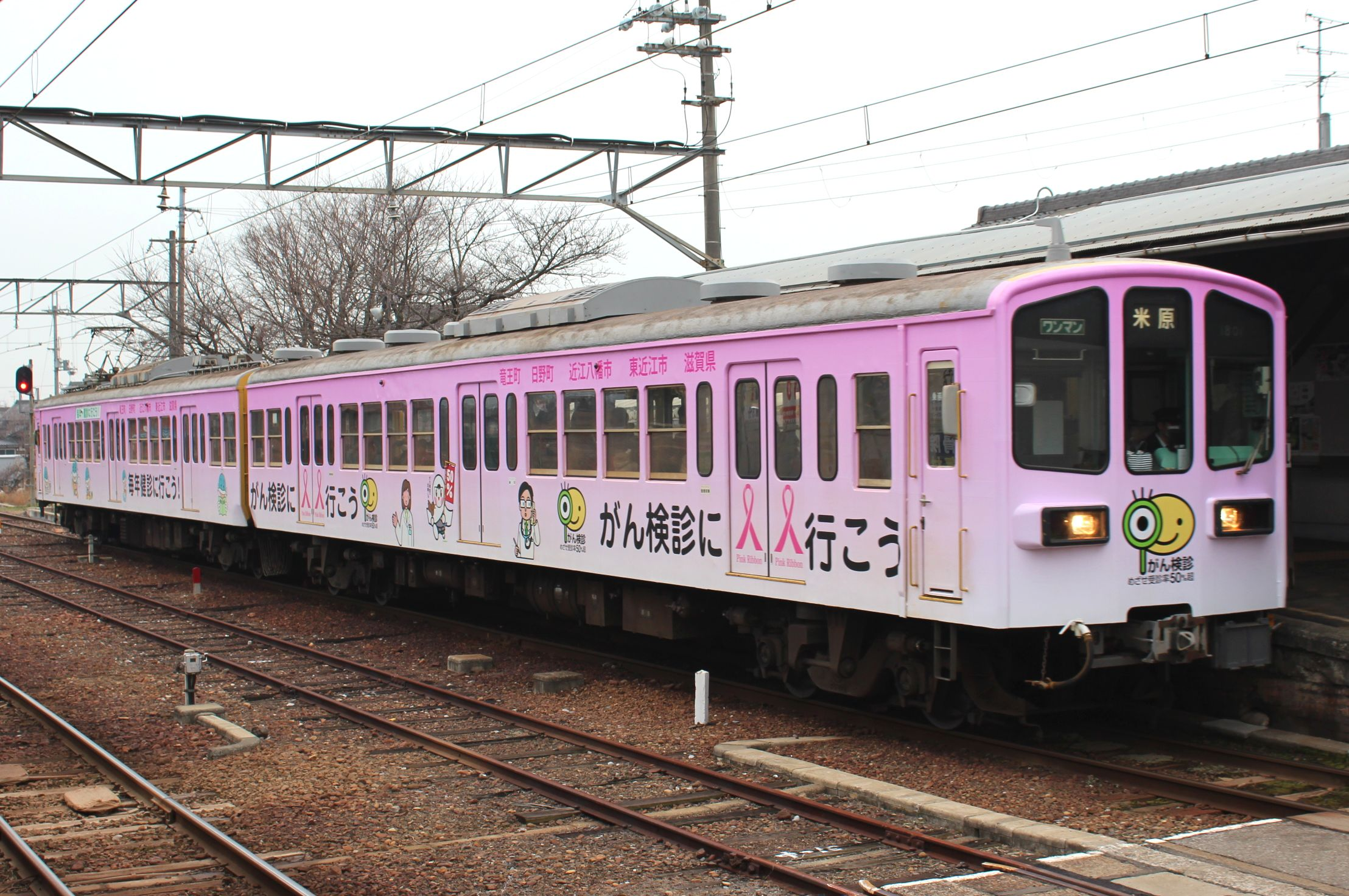
Pociąg z różowymi wstążkami w Japonii, fot. 2013 r.

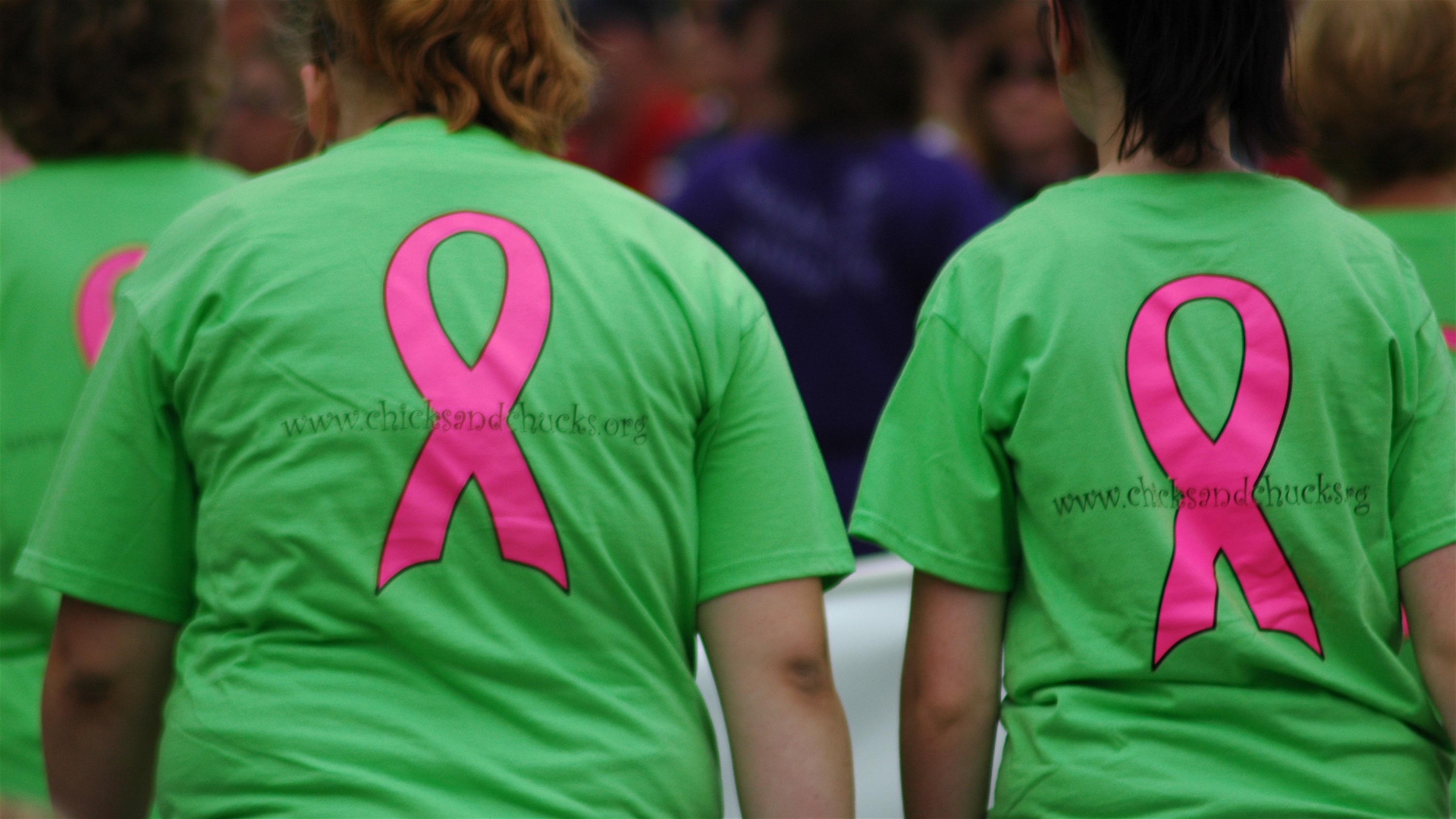
Koszulki z wstążkami w USA, fot. 2007 r.

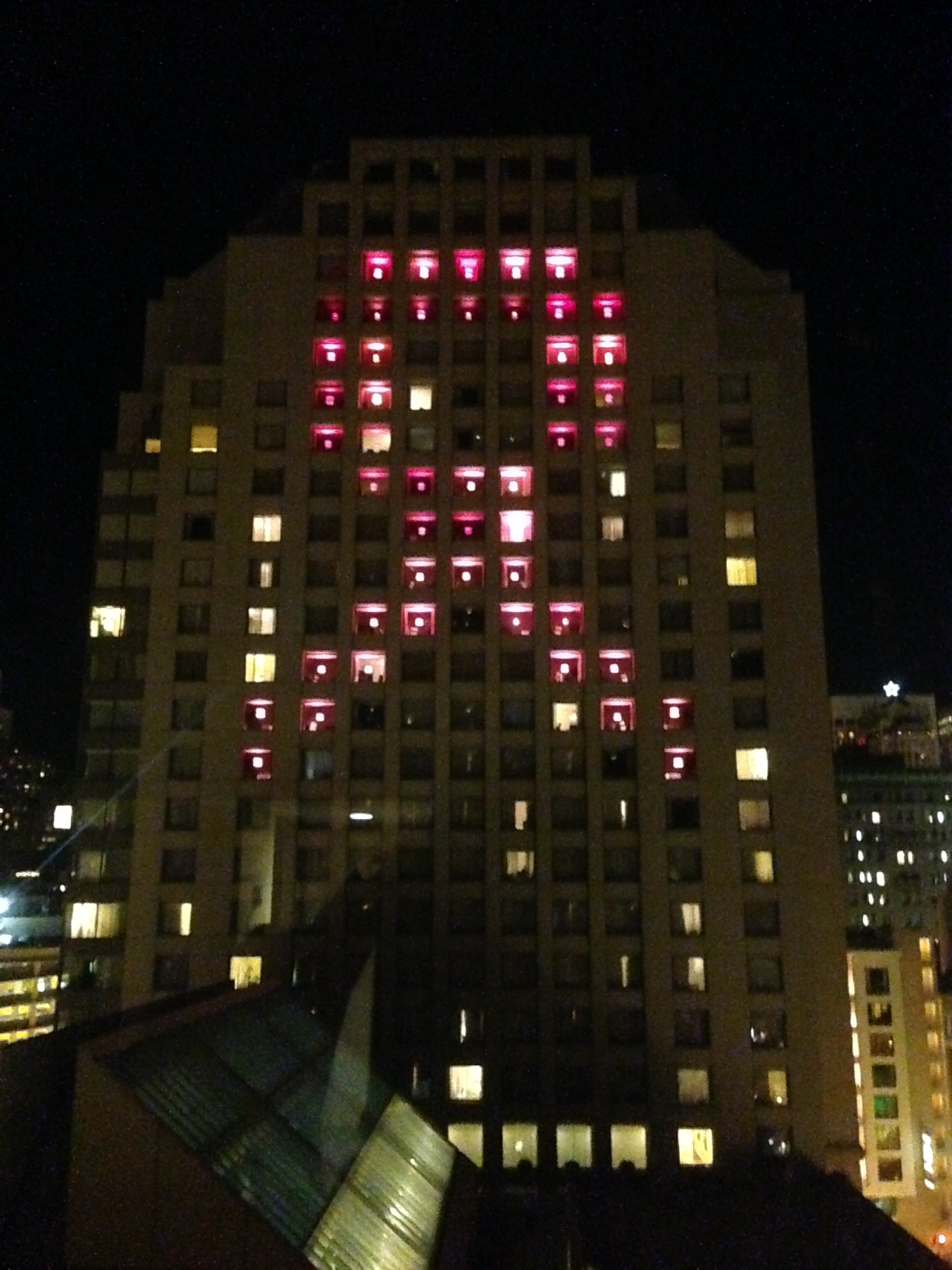
Hotel w USA oświetlony w kształt wstążki, fot. 2014 r.

Różowa wstążka – międzynarodowy symbol używany przez poszczególnych ludzi, firmy i organizacje, oznaczający walkę z rakiem piersi.

## Cel
Celem akcji Różowa wstążka jest zapoznanie ludzi z problematyką raka piersi, co osiągnąć można przez:
1. Zapobieganie – udzielając informacji o raku piersi i naukowych badaniach nad nim
2. Wykrywanie – starając się ograniczać przypadki raka piersi wynikające z zaniedbania
3. Leczenie – udzielając informacji o dostępnych terapiach
4. Pielęgnacja (pochorobowa) – udzielając pomocy i zapewniając usługi protetyczne

## Historia różowej wstążki
Pierwsza wstążka, która była symbolem specyficznego toku myślenia, była żółta. Stanowiła ona myśl przewodnią w starej amerykańskiej pieśni marszowej. W 1917 roku George A Norton skomponował pieśń marszową, której tytuł brzmiał 'Round Her Neck She Wears a Yeller Ribbo'”. W latach czterdziestych XX wieku nagrane zostało kilka wersji tego utworu.
Zainspirowana tą pieśnią Penney Laingen użyła kolorowej wstążki po raz pierwszy jako symbolu świadomości. Będąc żoną amerykańskiego zakładnika w amerykańskiej ambasadzie w Teheranie, zawiązała żółte wstążki wokół drzew, żeby wyrazić swoje najgłębsze życzenie – było ono takie, by jej mąż szczęśliwie powrócił. Ten pomysł został przejęty przez rodzinę i przyjaciół Penney. Wkrótce żółta wstążka stała się narodowym symbolem osób zaginionych.
W latach dziewięćdziesiątych działacze na rzecz chorych na AIDS zostali zainspirowani przez zjawisko kolorowych wstążek i wprowadzili czerwoną wstążkę jako symbol walki z AIDS. W czasie rozdania nagród Tony Awards można było zauważyć amerykańskiego aktora Jeremy Ironsa, który do klapy marynarki przyczepioną miał czerwoną wstążkę. Ta czerwona wstążka została przyjęta jako symbol walki przeciwko AIDS. Gazeta New York Times ogłosiła rok 1992 "Rokiem Wstążki”.
Różowa wstążka została po raz pierwszy zaprezentowana przez Amerykańskie Stowarzyszenie Raka Piersi. W roku 1990 podczas „biegu po zdrowie” rozdane zostały różowe czapki z daszkami. Rok później każda uczestniczka otrzymała różową wstążkę od organizatorów biegu – New York City Race.
W roku 1992 redaktor naczelny kobiecego czasopisma poświęconego sprawom zdrowia – "Self" – Alexandra Penney pracowała nad drugim wydaniem specjalnego numeru pisma, poświęconego rakowi. Evelyn Lauder, będąca wtedy najwyższym wiceprezesem Estée Lauder przyjęła zaproszenie Penny, by pełnić rolę gościnnego redaktora NBCAM. Penney i Lauder postanowiły zaprezentować Różową Wstążkę jako symbol walki z rakiem. Według pierwotnego założenia Evelyn Lauder miała rozprowadzić wstążkę w sklepach kosmetycznych Nowego Jorku. Ona jednak postanowiła rozprowadzić wstążkę w całym kraju. Penny i Evelyn jeszcze nie były zdecydowane jaki wybrać kolor.
W tym samym czasie 68-letnia Charlotte Hayley była bardzo zajęta swoją kampanią mającą na celu wprowadzenie Brzoskwiniowej Wstążki jako symbolu walki z rakiem piersi. Sprzedawała wstążki wraz z kartą informującą, że: "roczny budżet państwowego instytutu raka piersi National Cancer Institute wynosi 1,8 miliarda dolarów ale tylko 5% tej kwoty przeznaczone jest na zapobieganie raka piersi. Pomóż nam obudzić prawodawców i Amerykę! Noś tę wstążkę!" Wiadomość ta rozniosła się szybko wzdłuż i wszerz Ameryki. Penny i Evelyn próbowały nakłonić Hayley do współpracy z nimi. Ta odmówiła jednak, motywując to twierdzeniem, że obie panie są – według niej – zbyt komercyjne.
Mimo wszystko Penny i Evelyn po pewnym czasie zdecydowały, że symbolem walki z rakiem piersi będzie Różowa Wstążka, użyta wcześniej w r. 1990.

## Międzynarodowa Różowa Wstążka
Celem tej organizacji jest stworzenie wzajemnie wspierającej się wspólnoty międzynarodowej oraz obsługa i dostarczanie informacji specjalistom, pacjentom oraz osobom z nimi związanych na temat akcji dotyczących raka piersi.
Międzynarodowa Wstążka jest również inicjatorem powstania Pink Ribbon Award.

## Miesiąc świadomości raka piersi (BCAM)
Breast Cancer Awareness Month jest coroczną kampanią prowadzoną przez organizacje przeciwrakowe i osoby prywatne w celu zdobycia funduszy niezbędnych do realizacji kampanii dotyczących prewencji, odkrycia, leczenia i opieki pooperacyjnej. Cały miesiąc październik stoi pod znakiem raka piersi i akcji związanych z tą chorobą.
W roku 1985 AstraZeneca zainaugurowała miesiąc świadomości raka piersi.
AstraZaneca jest firmą farmaceutyczna produkująca tamoksyfen, lek przeciwko rakowi piersi. Zamierzeniem BBM (Miesiąca świadomości Raka Piersi) była promocja mammografii jako najbardziej efektywnego środka zapobiegającego rakowi piersi. Ilość przedsiębiorstw które czują się związane z różowa wstążka znacznie wzrosła w ostatnich latach. Estée Lauder, Avon, Susan G. Komen for the Cure i inne komercyjne i niekomercyjne przedsiębiorstwa wspierają akcje BBM w październiku.

## Imprezy organizowane podczas BCAM

### The National Race for the Cure
W październiku 1983 roku w Dallas (Teksas), odbył się po raz pierwszy w Ameryce Narodowy Bieg po Zdrowie. W krótkim czasie impreza ta osiągnęła rozmiary ogromnej manifestacji. W roku 1999 w biegu uczestniczyło już 600 000 osób w 99 miastach Ameryki. Był to największy pięciomilowy bieg w kraju.
W roku 2005 wzięło w nim udział już 1 milion 400 tysięcy ludzi.
Sukces przedsięwzięć związanych z Różową Wstążką przyciąga nie tylko osoby prywatne i wolontariuszy ale także przedsiębiorstwa, które chcą pełnić rolę sponsorów oraz osoby znane, popularne, które chcą by ich nazwisko łączono z kampanią.
Fakty te przyczyniły się do zwiększenia i tak olbrzymiego już sukcesu imprezy.
Bieg po zdrowie odbywa się też w innych miejscach na świecie:
| Australia i Nowa Zelandia | Dove Pink Star walk                 |
| Niemczech                 | Komen Frankfurt Race for the Cure   |
| Holandia                  | Walk for Women                      |
| Włochy                    | Komen Italia Race for the Cure      |
| Wielka Brytania           | Race for my wife and Race for life  |
| Kanada                    | Run for the Cure                    |
| Węgry                     | Avon One-Day Walk for Life          |
| Portoryko                 | Komen Puerto Rico Race for the Cure |
| Bułgaria                  | Breast Cancer Walk                  |

### Breast Cancer 3 Day
Ten liczący 60 mil marsz odbywany w ciągu 3 dni stoi pod znakiem gromadzenia funduszy na będące w toku badania naukowe dotyczące choroby nowotworowej. Marsz ten jest sponsorowany przez Susan G. Komen Breast Cancer Foundation i jest organizowany w różnych miastach Stanów Zjednoczonych Ameryki. W przeszłości był on finansowany i organizowany przez Avon. Dlatego też jest znany pod nazwą „3 dni Avonu”. Avon jest też organizatorem wielu innych marszobiegów takich jak:
| W Bułgarii          | Breast Cancer Walk                                             |
| W Czechach          | Breast Cancer Conference                                       |
| We Francji          | 5 km Breast Cancer Race/Walk                                   |
| W Niemczech         | Women's 5k/10k Walk Run                                        |
| W Grecji            | Recognition dinner and Avon Breast Cancer Crusade Fashion show |
| Na Węgrzech         | Walk for Life                                                  |
| w Irlandii          | Breast Cancer Walk                                             |
| We Włoszech         | Breast cancer Awareness event                                  |
| W Polsce            | Breast Cancer Walk                                             |
| W Portugalii        | Educational walk-a-thon                                        |
| W Rumunii           | Breast Cancer Walk                                             |
| W Rosji             | Press conference                                               |
| Na Słowacji         | Press conference                                               |
| W Hiszpanii         | Breast Cancer Walk                                             |
| W Turcji            | "Trip to Health with Avon" walk                                |
| Na Ukrainie         | Breast Cancer awareness walk                                   |
| W Wielkiej Brytanii | "Celebrating Life" award ceremony                              |

### Global Illumination
Przedsiębiorstwo Estée Lauder rocznie oświetla na różowo budynki światowej sławy by w ten sposób przyciągnąć uwagę wszystkich do faktu jak znacząca jest wczesna diagnoza i wczesne badanie by można było się przeciwstawić rakowi piersi. Oto lista budowli oświetlonych przez Estée Lauder:
| The Harbour Bridge            | Sydney    | Australia        |
| Centrum handlowe Hangzhou     | Hangzhou  | Chiny            |
| wodospad Niagara              | Ontario   | Kanada           |
| The Eden Project              | Cornwall  | Wielka Brytania  |
| Hotel Majestic                | Cannes    | Francja          |
| The French Affiliate Building | Paryż     | Francja          |
| Anioł Pokoju                  | Monachium | Niemczech        |
| Ratusz                        | Reykjavik | Islandia         |
| Mosze Awiw Tower              | Ramat-gan | Izrael           |
| Łuk Konstantyna Wielkiego     | Rzym      | Włochy           |
| Arena                         | Werona    | Włochy           |
| Tokyo Tower                   | Tokio     | Japonia          |
| Plac przed ratuszem           | Seul      | Korea Południowa |
| Plac Dam                      | Amsterdam | Holandia         |
| The Skytower                  | Auckland  | Nowa Zelandia    |

### In the Pink
To temat, który BBM proponuje w październiku, a którego celem jest – również – zdobycie koniecznych do walki z rakiem funduszy.
„W Różowym” to hasło tematyczne organizowanych zabaw, imprez czy akcji jak na przykład: "różowy dzień na terenie miejsca pracy".
Pieniądze uzyskane z tych działalności przeznaczone są dla różnych organizacji zajmującymi się prowadzeniem badań.

## Produkty

### Znaczek pocztowy
W roku 1996 w Ameryce został wydany pierwszy znaczek pocztowy, którego tematem był rak piersi. Nie okazał się on sukcesem dlatego też poproszono Ethel Kessler o zaprojektowanie nowego znaczka. 29 lipca 1998 nowy projekt znaczka został zaprezentowany przez Hillary Clinton i General William Henderson. Cena znaczka wynosi 45 centów z czego 70% jest darowane dla National Cancer Institute (NCI), a 30% dla Breast Cancer Research Program, Department of Defense (DOD).
Do listopada 2005 roku NCI otrzymało z tej akcji 33,5 miliona dolarów, a DOD 13 milionów.

### Moneta raka piersi
W Kanadzie zostało wprowadzonych do obiegu 15000 srebrnych monet raka piersi. Na jednej stronie przedstawiona jest królowa Elżbieta, na drugiej Różowa Wstążka.

## Opinie krytyczne

### Pink Ribbons, Inc
Samantha King w wydanej książce (2006) krytykuje sposób, w jaki rak piersi z poważnej choroby, przepełnionej osobistymi tragediami został przetransformowany w dochodowy interes dla wielu firm. W nigdy wcześniej nie spotykanym w tak wielkim wymiarze, wybuchu filantropijnego altruizmu przedsiębiorstwa puściły w ruch machiny reklamy i marketingu z jednym hasłem, a mianowicie: wyleczenie raka piersi. Niestety nie zadając sobie przy tym trudu odpowiedzi na pytanie jaki w rzeczywistości mógłby być ich realny wkład w osiągnięcie tego celu.
W książce po raz pierwszy została poddana krytyce rola dużych firm.

### Think before you Pink
Sklepy zapełnione są produktami "Różowej Wstążki", a internet jest "zabrudzony" okazjami obiecującymi że jakiś procent ze sprzedaży produktów będzie przekazany na doświadczenia w celu znalezienia lekarstwa na raka piersi. Znaczenie Różowej Wstążki zmieniło się w ostatnich latach. Przedsiębiorstwa używają Różowej Wstążki do celów czysto marketingowych.
Powszechnie jest już wiadomo, że Różowa Wstążka jest symbolem świadomości raka piersi. Ludzie chcąc okazać swą solidarność i wsparcie nabywają produkty reklamowane pod jej auspicjami.
Niestety handel często nadużywa dobrą wolę społeczeństwa.
Okazuje się, że kupowanie bez zastanowienia nie jest rozwiązaniem. Ciągle nie wiadomo bowiem jaka część uzyskanych ze sprzedaży dochodów rzeczywiście trafia do ośrodków doświadczalnych prowadzących badania. Te zresztą są również dość mgliście określone a zakłady je prowadzące też nie pozbawione są komercyjnego charakteru.

## Komercyjne znaczenie Różowej wstążki

### Dlaczego różowy?
- W zachodnim świecie, różowy kolor łączony jest z dziewczynkami, a niebieski z chłopcami.
- Różowy jest ładnym, żywym kolorem, przeciwieństwem wszystkiego, czym jest rak.
- Rak piersi to przede wszystkim choroba kobieca.

## Inne znaczenie Różowej Wstążki
Różowa Wstążka nie jest jedynie symbolem walki z rakiem piersi, lecz także symbolem „March of Dimes”, zajmującym się przeciwdziałaniem przedwczesnym porodom i ratowaniem noworodków.